# Roca des Viver
La Roca des Viver és una muntanya de 24 metres que es troba al municipi de Blanes, a la comarca de la Selva.